# 8295 Toshifukushima
A 8295 Toshifukushima (ideiglenes jelöléssel 1992 UN4) a Naprendszer kisbolygóövében található aszteroida. Endate Kin és Vatanabe Kazuró fedezte fel 1992. október 26-án.